# Platystele stenostachya
Platystele stenostachya là một loài thực vật có hoa trong họ Lan. Loài này được (Rchb.f.) Garay miêu tả khoa học đầu tiên năm 1962.